# Шахматы в Болгарии
Шахматы в Болгарии — история шахмат и шахматного движения в Болгарии.

## История

### Первые упоминания о шахматах
При археологических раскопках в столицах первого болгарского государства (680—1187) Плиске и Преславе обнаружены костяные шахматные фигурки, которые дают основание считать, что игра была известна в Болгарии ещё в IX — X веках. В славяно-болгарской церковной книге «Кормчия» шахматы названы в числе запрещённых церковью игр. Со времени завоевания Болгарии турками-османами (1396) упоминания о шахматах не встречались.

### Распространение шахмат
После завоевания Болгарии независимости (1878), шахматы начали распространяться преимущественно среди интеллигенции. Шахматные встречи проводились в дипломатичном клубе «Юнион» и «Военном клубе» в Софии, позднее в некоторых столичных кафе.
В 1922 группа энтузиастов основала «Софийский шахматный клуб» (начало шахматной организации в Болгарии); вскоре клубы возникли в Варне, Русе, Велико-Тырнове, Ломе, Плевене, Пловдиве и других городах. В Велико-Тырнове состоялся учредительный конгресспредставителей шахматных клубов (1928), на котором был основан Болгарский шахматный союз. В 1933 союз провёл первый официальный чемпионат (Варна); чемпионом стал Г. Гешев, который выиграл дополнительный матч у Ю. Тошева. В 1923 Ф. Хоинек издал «Руководство шахматной игры»; в 1936 Болгарию посетил А. Алехин. В 1936 команда Болгарии выступила в командном турнире в Мюнхене, а в 1939 — на XIII олимпиаде.
Распространению шахмат в Болгарии способствовали также изданные В. Калчевым книги о матче Ботвинник — Флор и журнал «Шахматы в СССР».
После установления в Болгарии народной власти (1944) шахматы стали частью национальной системы физкультуры и спорта, получили государственную и общественную поддержку. Их развитие приняло массовый характер. Проводятся массовые личные и командные соревнования, растёт число шахматистов-разрядников. Значительное развитие получила игра по переписке. Болгария первой в Европе (1972) реорганизовала свою квалификационную систему на базе принятой ФИДЕ системы индивидуальных коэффициентов.

## Сборная Болгарии
Команды Болгарии — участницы шахматных олимпиад: мужские — с 1939, женские — с 1957; до 1978 (переход на швейцарскую систему) они регулярно входили в главные финалы олимпиад.
На командных чемпионатах Европы мужская сборная Болгарии соревнуется с 1970 года, женская — с 1992.
Болгария — многократный победитель шахматных соревнований стран Балканского полуострова (шахматных Балканиад): 1973, 1974, 1982 и 1986. Команды студентов Болгарии выиграла студенческое командное первенство мира (1956), заняло 2-е место в 1957 и 1958, 3-е — в 1954. В 1972 команда Болгарии заняла 2-е место на командном первенстве мира по переписке; игравший на 1-й доске Г. Попов удостоен звания гроссмейстера ИКЧФ. Кирил Георгиев — чемпион мира среди юношей (1983).
| Лучшие результаты команды Болгарии | Лучшие результаты команды Болгарии | Лучшие результаты команды Болгарии |
| Турнир                             | Мужчины                            | Женщины                            |
| ---------------------------------- | ---------------------------------- | ---------------------------------- |
| Шахматная олимпиада                | (1968)                             | (1984) (1974)                      |
| Командные чемпионаты Европы        | IV место (1999)                    | IV место (2005)                    |

## Соревнования в Болгарии
В Болгарии проведён ряд крупных международных соревнований: зональные турниры ФИДЕ мужские — София (1957), Враца (1975); женские — Золотые Пески (1966), Перник (1959); турнир претендентов — Пловдив (1959); командное студенческое первенство мира — Золотые Пески (1962); финал командного чемпионата Европы — Пловдив (1983); конгресс ФИДЕ — София (1961). Традиционные международные турниры и шахматные фестивали проводятся в Албене, Варне, Пловдиве, Приморско и в других городах. С 2005 по 2009 проводился международный турнир София «M-Tel Masters».

## Издательства
Издаются руководства, пособия и другая шахматная литература, а также шахматный бюллетень. С 1947 Шахматная федерация Болгарии издаёт журнал «Шахматна мисыл». Популярная также советская шахматная литература. За вклад в развитие международного шахматного движения Шахматная федерация Болгарии награждена золотым дипломом ФИДЕ (1982).

## Сильнейшие шахматисты
Первым гроссмейстером в республике стал М. Бобоцов (1961). Шахматная организация Болгарии имеет в своих рядах 31 международных гроссмейстеров и 30 международных мастеров среди мужчин; 5 международных гроссмейстеров и 10 международных мастеров среди женщин (2012)
| В. Топалов — шестой чемпион мира по шахматам по версии ФИДЕ (2005) | А. Стефанова — десятая чемпионка мира по шахматам (2004—2006) |